# Van Helsing (serial telewizyjny)
Van Helsing – amerykański serial (dramat, horror, fantasy) wyprodukowany przez Echo Lake Entertainment, Dynamic Television oraz Nomadic Pictures, który jest luźną adaptacją „Helsing”  Zenescope Entertainment. Serial jest emitowany od 23 września 2016 roku przez SyFy.
17 grudnia  2019 roku stacja SyFy ogłosiła zamówienie piątego sezonu, który będzie finałową serią.

## Fabuła
Akcja serialu dzieje się w 2019 roku, 3 lata po powstaniu wampirów. Jedyną osobą, która może uratować ludzkość jest Vanessa Helsing. Dziewczyna nie może zmienić się w wampira mimo ugryzienia przez niego, ale posiada moc, która potrafi zmienić wampira w człowieka.

## Obsada

### Główna
- Kelly Overton jako Vanessa Helsing[3]
- Jonathan Scarfe jako Axel[3]
- Christopher Heyerdahl jako Sam[3]
- David Cubitt jako John[3]
- Rukiya Bernard jako Doc
- Trezzo Mahoro jako Mohamad
- Tim Guinee jako Ted[3]

## Odcinki
| Sezon | Sezon | Odcinki | Oryginalna emisja SyFy | Oryginalna emisja SyFy | Oryginalna emisja | Oryginalna emisja | Oryginalna emisja |
| Sezon | Sezon | Odcinki | Premiera sezonu        | Finał sezonu           | Premiera sezonu   | Finał sezonu      |                   |
| ----- | ----- | ------- | ---------------------- | ---------------------- | ----------------- | ----------------- | ----------------- |
|       | 1     | 13      | 23 września 2016       | 9 grudnia 2016         | —                 | —                 |                   |
|       | 2     | 13      | 5 października 2017    | 4 stycznia 2018        | —                 | —                 |                   |
|       | 3     | 13      | 5 października 2018    | 28 grudnia 2018        | —                 | —                 |                   |
|       | 4     | 13      | 27 września 2019       | —                      | —                 | —                 |                   |

### Sezon 1 (2016)
| nr | #  | Tytuł           | Reżyseria       | Scenariusz            | Premiera             | Premiera     |
| -- | -- | --------------- | --------------- | --------------------- | -------------------- | ------------ |
| 1  | 1  | Help Me         | Michael Nankin  | Neil LaBute           | 23 września 2016     | nieemitowany |
| 2  | 2  | Seen You        | Michael Nankin  | Simon Barry           | 23 września 2016     | nieemitowany |
| 3  | 3  | Stay Inside     | Michael Nankin  | Jackie May, Karen Lam | 30 września 2016     | nieemitowany |
| 4  | 4  | Coming Back     | David Frazee    | Jonathan Walker       | 7 października 2016  | nieemitowany |
| 5  | 5  | Fear Her        | David J. Frazee | Jeremy Smith          | 14 października 2016 | nieemitowany |
| 6  | 6  | Nothing Matters | Amanda Tapping  | Neil LaBute           | 21 października 2016 | nieemitowany |
| 7  | 7  | For Me          | Amanda Tapping  | Simon Barry           | 28 października 2016 | nieemitowany |
| 8  | 8  | Little Thing    | Jason Priestley | Neil LaBute           | 4 listopada 2016     | nieemitowany |
| 9  | 9  | Help Out        | Jason Priestley | Jackie May            | 11 listopada 2016    | nieemitowany |
| 10 | 10 | Stay Away       | Simon Barry     | Jonathan Walker       | 18 listopada 2016    | nieemitowany |
| 11 | 11 | Last Time       | Simon Barry     | Simon Barry           | 25 listopada 2016    | nieemitowany |
| 12 | 12 | He's Coming"    | Amanda Tapping  | Jeremy Smith          | 2 grudnia 2016       | nieemitowany |
| 13 | 13 | It Begins       | Amanda Tapping  | Neil LaBute           | 9 grudnia 2016       | nieemitowany |

### Sezon 2 (2017)
| nr | #  | Tytuł              | Reżyseria       | Scenariusz                      | Premiera             |
| -- | -- | ------------------ | --------------- | ------------------------------- | -------------------- |
| 14 | 1  | Began Again        | Michael Nankin  | Neil LaBute                     | 5 października 2017  |
| 15 | 2  | In Redemption      | Michael Nankin  | Jonathan Walker                 | 12 października 2017 |
| 16 | 3  | Love Bites         | Michael Nankin  | Jackie May                      | 19 października 2017 |
| 17 | 4  | A Home             | Jason Stone     | Jeremy Smith, Matt Venables     | 26 października 2017 |
| 18 | 5  | Save Yourself      | Jason Stone     | Neil LaBute                     | 2 listopada 2017     |
| 19 | 6  | Veritas Vincit     | Kaare Andrews   | Jonathan Lloyd Walker           | 9 listopada 2017     |
| 20 | 7  | Everything Changes | Kaare Andrews   | Jeremy Smith, Matt Venables     | 16 listopada 2017    |
| 21 | 8  | Big Mama           | David Winning   | Neil LaBute                     | 30 listopada 2017    |
| 22 | 9  | Wakey, Wakey       | David Winning   | Jeremy Smith, Matt Venables     | 7 grudnia 2017       |
| 23 | 10 | Base Pair          | Paul Johansson  | Jackie May, Michael C. Natchoff | 14 grudnia 2017      |
| 24 | 11 | Be True            | Jonathan Scarfe | Jackie May                      | 21 grudnia 2017      |
| 25 | 12 | Crooked Falls      | Paul Johansson  | Jonathan Lloyd Walker           | 28 grudnia 2017      |
| 26 | 13 | Black Days         | Jonathan Scarfe | Neil LaBute                     | 4 stycznia 2018      |

### Sezon 3 (2018)
| nr | #  | Tytuł           | Reżyseria       | Scenariusz                  | Premiera             |
| -- | -- | --------------- | --------------- | --------------------------- | -------------------- |
| 27 | 1  | Fresh Tendrils  | Jonathan Scarfe | Neil LaBute                 | 5 października 2018  |
| 28 | 2  | Super Unknown   | Jonathan Scarfe | Neil LaBute                 | 12 października 2018 |
| 29 | 3  | Yingxiang Diren | Michael Nankin  | Jackie May, Jonathan Walker | 19 października 2018 |
| 30 | 4  | Rusty Cages     | Michael Nankin  | Jackie May                  | 26 października 2018 |
| 31 | 5  | Pretty Noose    | Jason Priestley | Jeremy Smith, Matt Venables | 2 listopada 2018     |
| 32 | 6  | Like Suicide    | Jason Priestley | Jeremy Smith, Matt Venables | 9 listopada 2018     |
| 33 | 7  | Hunted Down     | Leslie Hope     | Neil LaBute                 | 16 listopada 2018    |
| 34 | 8  | Crooked Steps   | Jonathan Scarfe | Neil LaBute                 | 23 listopada 2018    |
| 35 | 9  | Loud Love       | David Winning   | Jeremy Smith, Matt Venables | 30 listopada 2018    |
| 36 | 10 | Outside World   | Jackie May      | Jackie May                  | 7 grudnia 2018       |
| 37 | 11 | Been Away       | Jacquie Gould   | Jackie May                  | 14 grudnia 2018      |
| 38 | 12 | Christ Pose     | Leslie Hope     | Jonathan Walker             | 21 grudnia 2018      |
| 39 | 13 | Birth Ritua     | David Winning   | Jonathan Walker             | 28 grudnia 2018      |

### Sezon 4 (2019)
| nr | #  | Tytuł            | Reżyseria          | Scenariusz                           | Premiera             |
| -- | -- | ---------------- | ------------------ | ------------------------------------ | -------------------- |
| 40 | 1  | Dark Destiny     | David Winning      | Jonathan Walker, Gorrman Lee         | 27 września 2019     |
| 41 | 2  | Dark Ties        | David Winning      | Neil LaBute, Gorrman Lee             | 4 października 2019  |
| 42 | 3  | Love Less        | Jacquie Gould      | Gorrman Lee, Jackie May              | 11 października 2019 |
| 43 | 4  | Broken Promises  | Jonathan Scarfe    | Gorrman Lee                          | 18 października 2019 |
| 44 | 5  | Liberty or Death | Jacquie Gould      | Gorrman Lee, Jackie May              | 25 października 2019 |
| 45 | 6  | Miles And Miles  | Kimani Ray Smith   | Gorrman Lee, Jackie May              | 1 listopada 2019     |
| 46 | 7  | Metamorphosis    | Jonathan Scarfe    | Neil LaBute                          | 8 listopada 2019     |
| 47 | 8  | The Prism        | Alexandra La Roche | Jonathan Lloyd Walker                | 15 listopada 2019    |
| 48 | 9  | No 'I' In Team   | Michael Nankin     | Jeremy Smith, Matt Venables          | 22 listopada 2019    |
| 49 | 10 | Together Forever | Alexandra La Roche | Jeremy Smith, Matt Venables          | 29 listopada 2019    |
| 50 | 11 | All Apologies    | Lynne Stopkewich   | Neil LaBute                          | 6 grudnia 2019       |
| 51 | 12 | Three Pages      | Shannon Kohli      | Jonathan Lloyd Walker, Gorrman Lee   | 13 grudnia 2019      |
| 52 | 13 | The Beholder     | Shannon Kohli      | Jonathan Lloyd Walker, SJ Trohimchuk | 20 grudnia 2019      |

## Produkcja
2 listopada 2015 roku stacja SyFy zamówiła pierwszy sezon.
17 lutego 2016 roku ogłoszono, że Kelly Overton, Jonathan Scarfe, Christopher Heyerdahl, David Cubitt, Tim Guinee dołączyli do serialu.
14 października 2016 roku, stacja SyFy 
przedłużyła serial o drugi sezon.
19 grudnia 2017 roku, stacja SyFy 
przedłużyła serial o trzeci sezon.
18 grudnia 2018 roku platforma SyFy zamówiła czwarty sezony, a nowym showrunnerem został Jonathan Walker